# رافات (القدس)
رافات هي قرية فلسطينية في الضفة الغربية تقع ضمن محافظة القدس لكنها أقرب إلى مدينة رام الله حيث تبعد عنها 3 كم إلى الجنوب، وشمالي غرب القدس حيث تبعد عنها 10 كم. تحيط بالقرية أراضي قرى كقر عقب، والجديرة، بالإضافة إلى أراضي بلدة بيتونيا أما من جهة الشرق فيحدها قرية قلنديا ويمكن رؤية مطار القدس منها. ترتفع عن مستوى سطح البحر 788 متر. يظن ان كلمة رافات مشتقة من الكلمة الكنعانية «يرفئيل» بمعنى الله يشفي. يعتبر الزيتون من أهم المزروعات في تلك القرية.

## معالم القرية

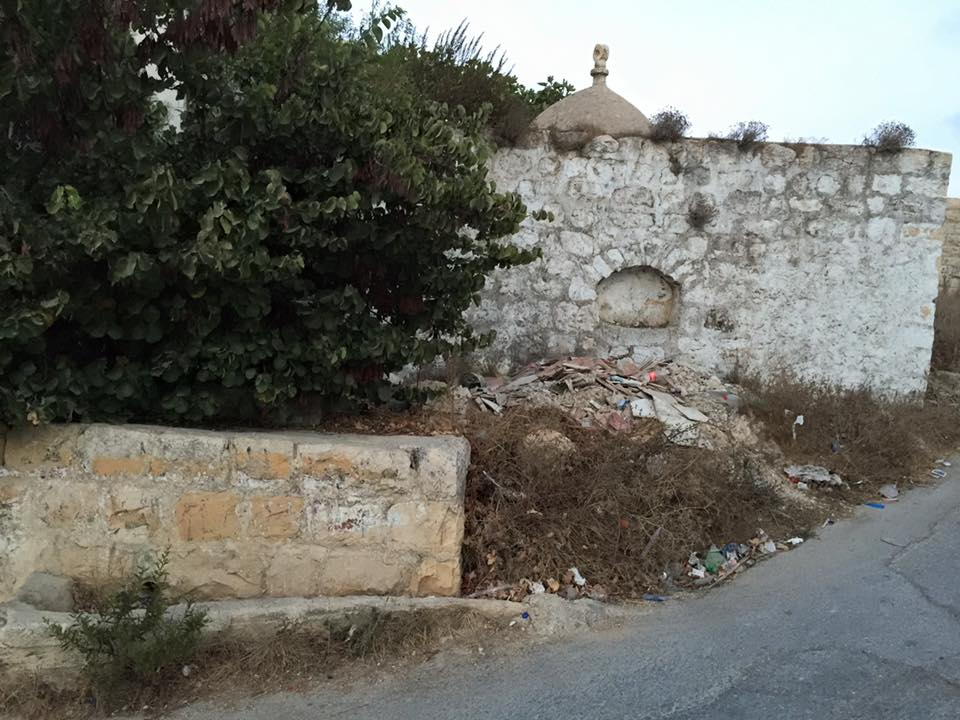
المشايخ - رافات

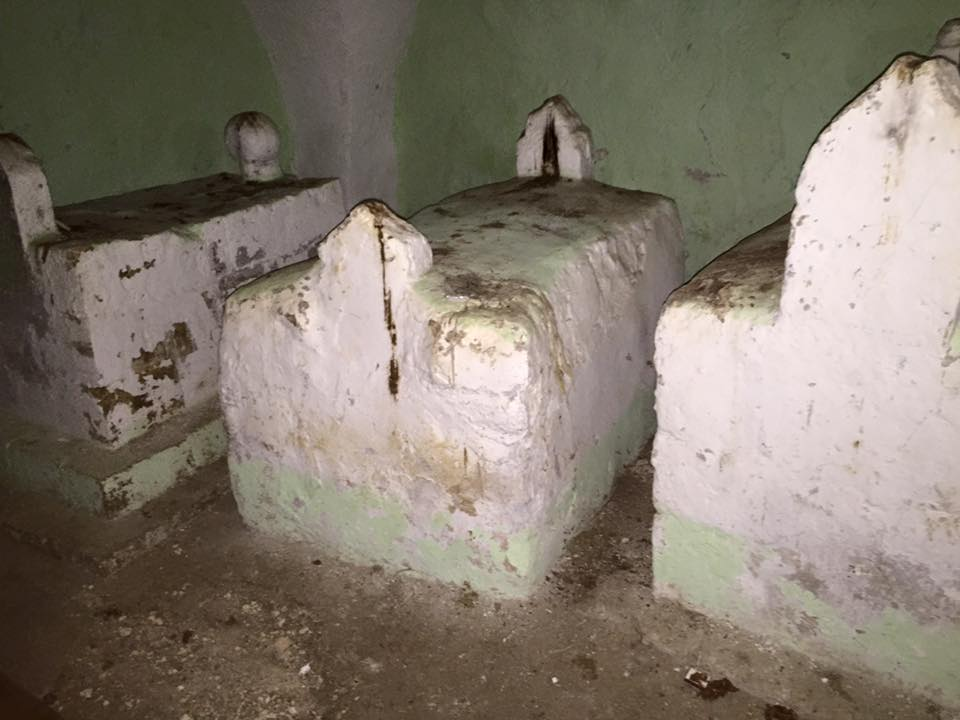
المشايخ - رافات

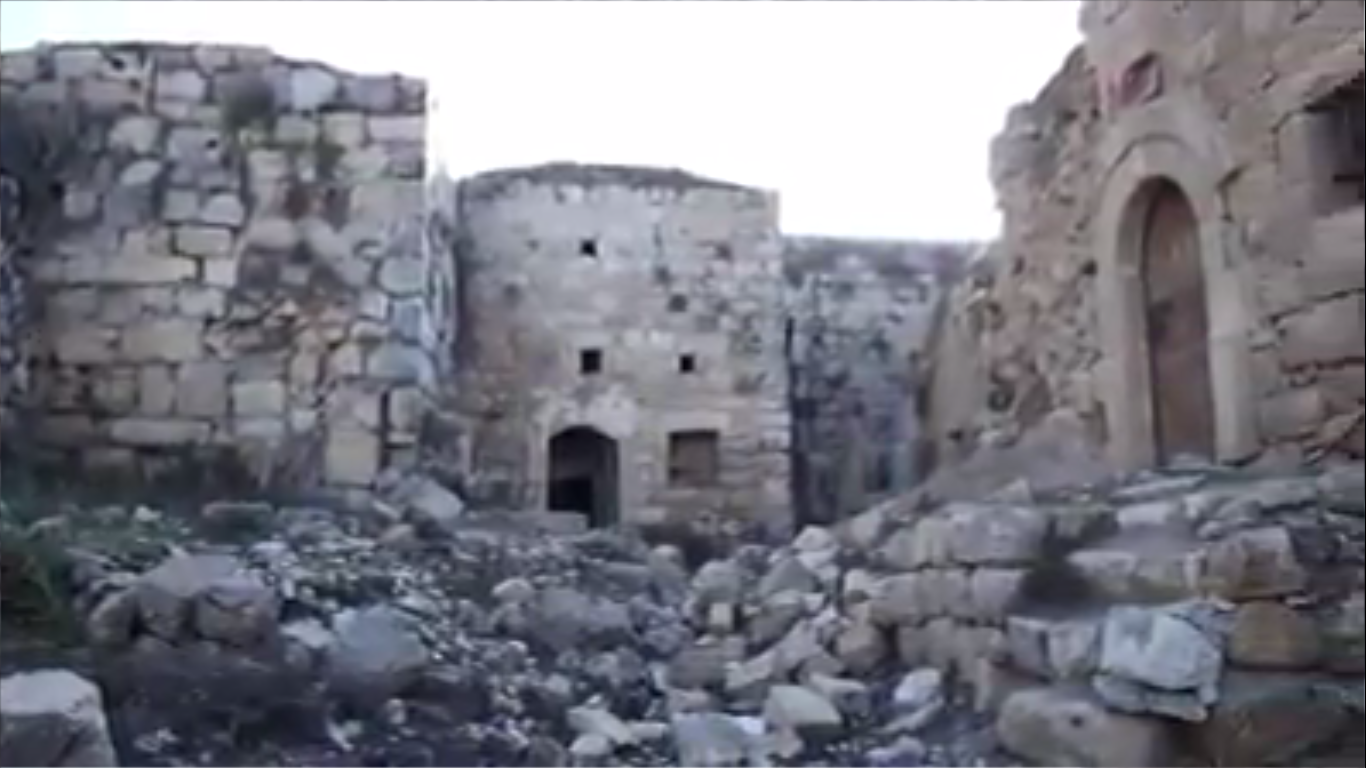
الحوش - رافات

- المشايخ: قبر ومقام يحتوي على ثلاثة قبور: للشيخ محمد وهو جد لكثير من عائلات القرية وابنه يوسف والأخير لحمزة. كان أهل القرية يذهبون الي المشايخ في حال المرض أو ضيق ويضيؤون المقام بقناديل الزيت.
- الحوش: هو مجمع سكني لكل سكان القرية. كل عائلة كان لها بيت من ضمنه وكل البيوت تطل على ساحة مشتركة كبيرة. بني في القرن السابع عشر وتم هجره في اواخر القرن العشرين.
- معصرة زيتون قديمة في وسط القرية تحت مغارة.

## أهالي القرية
يقال ان الشيخ محمد المدفون في المشايخ قدم إلى القرية في القرن السابع عشر ميلادي واستقر فيها والكثير من عائلات القرية هي من نسل أبنائه الثلاثة (يوسف وطه وياسين) ومنها عائلة جبر والشيخ وأحمد الحاج وعمر (اعمر) وطه وأبو شرارة ويحيى والرفاتي. كما يوجد عائلات أخرى ليست من نسل الشيخ محمد كعائلة حباس وجابر وأبو حسان وضيف الله.

هاجرت بعض العائلات من نسل الشيخ محمد إلى قرية دانيال قضاء الرملة قبل مئات السنين وبقي النسب والمصاهرة قائم بين القريتين. أما بعد حرب 1948 تهجر كامل سكان قرية دانيال فعاد بعضهم إلى قريته الأصلية رافات وبعضهم تهجر إلى الأردن وخاصة مدينة عمان وبعضهم الأخر إلى أمريكا.

تدل بعض روايات ومشجرات عائلة أبو الرب في قباطية ولعائلة الدجاني في القدس على أن الشيخ محمد (مدفون في المشايخ) تربطه قرابة عمومة مع جد عائلة أبو الرب (الشيخ محمد أبو الرب) وجد عائلة الدجاني (أحمد الدجاني) وكما يرجح أنهم من نسل الحسين بن علي بن أبي طالب.

في حرب 1967 نزح بعض عائلات القرية إلى الأردن ومنها أفراد عائلة الشيخ (أحمد الحاج) ويحيى والرفاتي وعمر.
أما في الوقت الحاضر فقد قدم إلى القرية أناس من شتى المنابت الفلسطينية بحكم قرب رافات إلى رام الله.

## تعداد سكان القرية
- 219 نسمة عام 1922 حسب الإحصاءات البريطانية.
- 280 نسمة عام 1945
- 504 نسمة عام 1961
- 545 نسمة عام 1967
- 882 نسمة عام 1987
- 914 نسمة عام 1996
- 1613 نسمة عام 1998
- 1784 نسمة عام 2000 حسب التقديرات الفلسطينية.
- 2152 نسمة عام 2010.

## التعليم في القرية
قبل أنشاء المدرسة كان التعليم في القرية يعتمد على الكتاتيب في المسجد ولم يكن المعلم حينها يتلقى اموالا من الطلاب وإنما كانوا يعطوه أكلا وشرابا مثل البيض والماء. أما الآن ففي القرية مدرستان للذكور والإناث تم انشاؤهما عام 1965. فيما بعد أصبحت المدرستان مدرسة واحدة مختلطة حتى الصف السادس، لكن تم إضافة ثلاثة صفوف لها لتصبح حتى الصف التاسع (الثالث ثانوي). يوجد في المدرسة مكتبة ومختبر للكيمياء وغرفة حاسوب كما يوجد بها عدد لا بأس به من المتعلمين في شتى الوظائف مثل موظفو البنوك والمعلمين ومختلف التخصصات.

## القرية والانتفاضة
في أعقاب انتفاضة الأقصى الثانية قامت إسرائيل بحفر خندق حول الجهة الجنوبية للقرية لإعاقة حركة المواطنين من خارج القرية الذين كانوا يعتبرونها المنفذ الوحيد لمدينة رام الله أثناء الاجتياح وبعد ذلك بنت إسرائيل الجدار الفاصل حول الضفة الغربية وكانت رافات من القرى التي التف حولها الجدار وفصلها عن مدينة القدس وأقرب القرى إليها وفي أثناء اقامة الجدار تم مصادرة مئات الدونومات من الأراضي وتقليع المئات من اشجار الزيتون.